# 13905 Maxbernstein
13905 Maxbernstein eller 1976 QA är en asteroid i huvudbältet som upptäcktes den 27 augusti 1976 av den amerikanska astronomen Schelte J. Bus vid Cerro Tololo. Den är uppkallad efter Max Bernstein.
Asteroiden har en diameter på ungefär 8 kilometer.